# Cinnyris regius
La suimanga real (Cinnyris regius), (anteriormente emplazado en el género Nectarinia), es una especie  de ave paseriforme de la familia Nectariniidae. Se encuentra en Burundi, República Democrática del Congo, Ruanda, Tanzania, y Uganda.

## Descripción
Son aves paseriformes muy pequeñas que se alimentan abundantemente de néctar, aunque también atrapan insectos, especialmente cuando alimentan sus crías. El vuelo con sus alas cortas es rápido y directo.

## Subespecies
Comprende las siguientes subespecies:
- Cinnyris regius anderseni
- Cinnyris regius kivuensis
- Cinnyris regius regius